# Nassaria bombax
Nassaria bombax is een slakkensoort uit de familie van de Buccinidae. De wetenschappelijke naam van de soort is voor het eerst geldig gepubliceerd in 1981 door Cernohorsky.